# Deslocalización electrónica
La deslocalización electrónica, en física y en química, es el fenómeno que se produce  cuando uno o varios electrones que no están asociados a un solo átomo o enlace covalente pueden distribuirse o moverse entre varios centros (por ejemplo, átomos en una molécula, iones o metales). El término deslocalización es general y puede tener significados ligeramente diferentes en distintos campos. En química orgánica, el término deslocalización está asociado a la resonancia en sistemas conjugados y aromáticos. El física del estado sólido, el término se refiere a los electrones libres que facilitan la conductividad eléctrica.
De acuerdo con la mecánica cuántica, todos los electrones de un sistema son equivalentes e indistinguibles, y carecen de trayectoria, de forma que no es estrictamente correcto decir que en una molécula hay N pares de electrones localizados y m electrones itinerantes o deslocalizados. Sin embargo, el concepto de deslocalización electrónica es muy útil para describir y racionalizar cierto tipo de sistemas.

## Resonancia

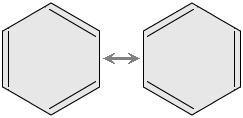
Estructuras resonantes del benceno

En el anillo aromático del benceno, la deslocalización de seis electrones π sobre el anillo normalmente se indica gráficamente como un círculo. El hecho de que los seis enlaces carbono-carbono sean equidistantes es un indicio de que los electrones están deslocalizados. Si la estructura tuviera dobles enlaces independientes de los enlaces simples, las longitudes de enlaces serían, alternadamente, más largas o más cortas. En la teoría de enlace valencia, la deslocalización en el benceno está representada por estructuras resonantes.

## Conducción eléctrica
Los electrones deslocalizados también existen en la estructura de los metales sólidos. Las estructuras metálicas consisten en cationes alineados en un "mar" de electrones deslocalizados. Esto significa que los electrones se mueven libremente a través de toda la estructura dando lugar a propiedades como la conductividad.
En el diamante, los cuatro electrones de la capa de valencia de cada átomo de carbono están localizados entre los átomos en un enlace covalente. El movimiento de los electrones está restringido y por lo tanto el diamante no conduce la electricidad. Sin embargo, en el grafito, cada átomo de carbono utiliza únicamente tres de sus cuatro electrones de valencia para enlazarse de manera covalente con otros tres carbonos que se encuentran sobre el plano. Cada átomo de carbono contribuye con un electrón para dar lugar a un sistema de deslocalización que es también parte del enlace químico. Los electrones deslocalizados se pueden mover a través de todo el plano por lo que el grafito sí conduce la electricidad a través del plano formado por los átomos de carbono, pero no conduce en dirección perpendicular al plano. 